# Chrysoperla adamsi
Chrysoperla adamsi là một loài côn trùng trong họ Chrysopidae thuộc bộ Neuroptera. Loài này được Henry et al. miêu tả năm 1993.